# 纳科达尔
纳科达尔（Nakodar），是印度旁遮普邦Jalandhar县的一个城镇。总人口31422（2001年）。

## 人口
该地2001年总人口31422人，其中男性16586人，女性14836人；0—6岁人口3434人，其中男1891人，女1543人；识字率73.26%，其中男性为76.82%，女性为69.28%。